# カタ・ウパニシャッド
『カタ・ウパニシャッド』とは、ウパニシャッドの1つ。黒ヤジュル・ヴェーダに付属し、古ウパニシャッドの中では、中期の「韻文ウパニシャッド」に分類される。
文量が少ない短編のウパニシャッドで、聖仙ウッダーラカ・アールニの息子と、死神ヤマの問答が描かれる。

## 日本語訳
- 湯田豊『ウパニシャッド　翻訳および解説』大東出版社、2000年。ISBN 4-500-00656-7。
- 服部正明『ウパニシャッド』中央公論社〈世界の名著1〉中公バックス、1979年。ISBN 412400611X。
  - 元版『ウパニシャッド』中央公論社〈世界の名著1〉、1969年。
- 岩本裕『原典訳 ウパニシャッド』筑摩書房〈ちくま学芸文庫〉、2013年。ISBN 4-480-09519-5。
  - 元版『ヴェーダ アヴェスタ』筑摩書房〈世界古典文学全集3〉、1967年。
- 佐保田鶴治『ウパニシャッド』平河出版社、1979年。ISBN 4892030260。
- 日野紹運、奥村文子『ウパニシャッド』日本ヴェーダンタ協会、2009年。ISBN 4931148409。